# Portefeuille (Anglin)
Der Portefeuille ist ein kleiner Fluss in Frankreich, die im Département Indre in der Region Centre-Val de Loire verläuft. Er entspringt beim Ort L’Aumône, im Gemeindegebiet von Mouhet, entwässert generell in nordwestlicher Richtung und mündet nach rund 19 Kilometern im Gemeindegebiet von Dunet als rechter Nebenfluss in den Anglin. 
In seinem Oberlauf quert der Portefeuille die Autobahn A20.

## Orte am Fluss
(Reihenfolge in Fließrichtung)
- L’Aumône, Gemeinde Mouhet
- Rapissac, Gemeinde Mouhet
- Sèvres, Gemeinde La Châtre-Langlin
- Les Gorces, Gemeinde Parnac
- Saint-Benoît-du-Sault
- La Grange au Gourou, Gemeinde Roussines
- La Frissonnette, Gemeinde Chaillac
- La Forêt Gaultier, Gemeinde Chaillac

## Sehenswürdigkeiten
- Dolmen des Gorces, steinzeitliche Grabanlage am Flussufer, im Gemeindegebiet von Parnac – Monument historique[4]
- Prieuré Saint-Benoît, Kloster aus dem 10. Jahrhundert am Flussufer, in Saint-Benoît-du-Sault – Monument historique[5]
- Chaussée de l’Étang ou digue, Straße über die Staumauer des Flusses aus dem 18. Jahrhundert in Saint-Benoît-du-Sault  – Monument historique[6]

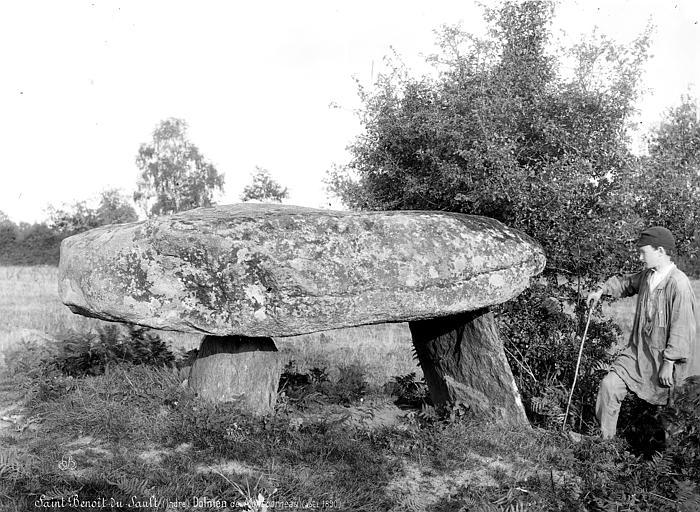
Dolmen des Gorces
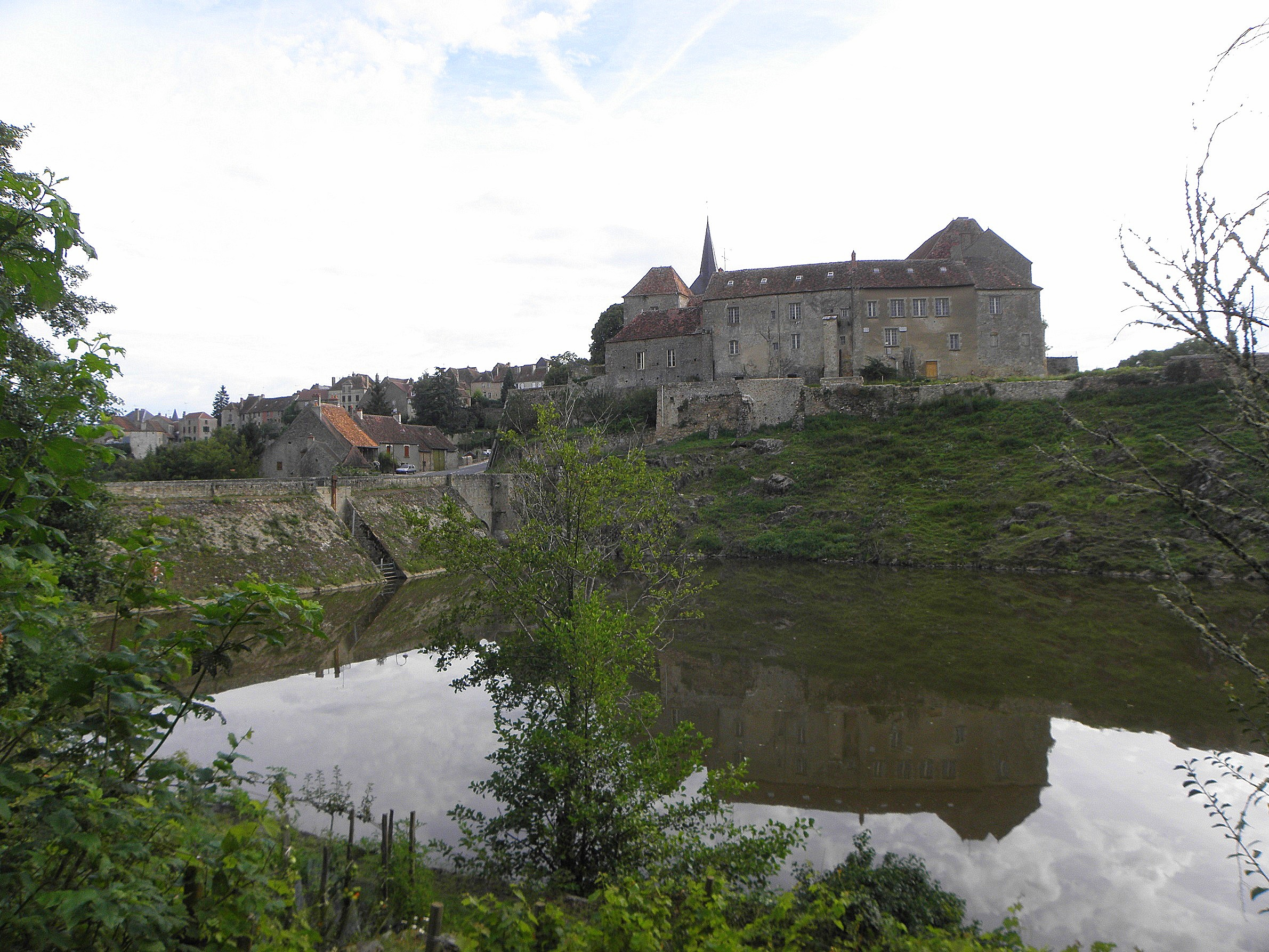
Kloster St-Benoît und Straße über die Staumauer